# روب أتكينسون
العميد روبرت نيفيل "روب أتكينسون (بالإنجليزية: Robert Neville "Rob" Atkinson)‏ (ولد في 21 مارس 1947) جراح عظام وضابط كبير متقاعد من الجيش الملكي الأسترالي الطبي الذي اشتهر بمساهماته في الصدمة والجراحة العسكرية.

## المسيرة المهنية
في عام 1970 تخرج أتكينسون من جامعة أديلايد ثم خدم في جيش أستراليا كموظف طبي خلال حرب فيتنام في تخصص الصدمات وجراحة العظام. واصل مسيرته في محمية الجيش الأسترالي وأصبح مساعد الجراح العام (الجيش) في القوات الدفاع الملكية الأسترالية. في عام 1998 وصل إلى رتبة العميد. كان أيضا مستشارا فخريا في الجراحة العسكرية لقوات الدفاع الملكية الأسترالية.
شملت خدمته العسكرية الانتشار في حرب الخليج الثانية وبعثات حفظ السلام في رواندا وبوغانفيل وتيمور الشرقية. عمل أيضا في آتشيه وساموا في أعقاب موجات تسونامي في عامي 2005 و2009.
عمل في مجلس كلية الجراحين الملكية الأسترالاسية وحصل على جائزة إ. إس. هيوز للمساهمات المتميزة في الجراحة العسكرية.
في عام 2008 تم تعيينه عضوا في هيئة أستراليا «لخدمات الطب كجراح تقويم العظام ومن خلال المساهمات في الجمعيات المهنية» وتم قبوله كزميل في الجمعية الطبية الأسترالية في نفس العام.
في عام 2014 أصبح رئيس نادي القوات البحرية والجوية والبرية في جنوب أستراليا.

## المؤلفات
أسهم أتكينسون في نشر الأبحاث حول السلامة الطبية والجراحية والسلامة على الطرق منذ عام 1978 بما في ذلك:
- التهاب عظام القرص والاضطرابات ذات الصلة في الأطفال
- تثبيت الأسلاك في الجلد بعد إغلاق كسور كولز
- طريقة لتقييم ما قبل الجراحة لإعادة بناء الرباط الصليبي الخلفي
- علامة سريرية جديدة للمساعدة في تشخيص خلع الكتب الخلفي المؤمن
- التثبيت الخارجي العسكري للكسور
- معالجة عبء الإصابة في أستراليا: تطوير سجل الصدمات الثنائية القومية
- 2020 رؤية صفر: للمشاركة أو عدم المشاركة في الطريق